# 琴格德
琴格德，是匈牙利南部巴奇-基什孔州所辖的一个村，总面积48.89平方公里，总人口2335，人口密度47.76人/平方公里（2005年）。地理坐标为46°43′N 19°16′E。